# رزی هانتینگتون وایتلی
رزی آلیس هانتینگتون وایتلی (به انگلیسی: Rosie Alice Huntington-Whiteley) (زاده ۱۸ آوریل ۱۹۸۷) مدل و بازیگر انگلیسی است. رزی در پلی مات دوون زاده شد. مادرش فیونا یک معلم تناسب اندام و پدرش چارلز اندر هانتینگتون یک نقشه‌بردار حرفه‌ای بودند. اجداد وی اهل لهستان بوده‌اند که در سال ۱۸۷۰ به انگلستان مهاجرت کردند. رزی در مزرعه‌ای در تاویستوک بزرگ شد.

## شروع به کار
اولین کار مدلینگ وی در ۱۶ سالگی و برای تبلیغات مارک levi's بوده‌است. در سال ۲۰۰۴ نیز عکس‌های وی توسط بروسو برای ابرکرومبی اند فچ گرفته شد.
از سال ۲۰۰۶ رزی برای شرکت لباس زیر زنانهٔ ویکتوریا سیکرت شروع به مدلینگ کرد و کار خود را در شوی برندها در سال ۲۰۰۶ در لس آنجلس شروع کرد.

## افتخارات
- زیباترین زن سال ۲۰۱۳ به انتخاب مجله ماکسیم
- رزی هانتینگتون وایتلی به عنوان یکی از زیباترین زنان جهان در لیست جهانی BWC ثبت شده‌است.

## فیلم‌شناسی
| سال  | عنوان                        | نقش                   | توضیحات    |
| ---- | ---------------------------- | --------------------- | ---------- |
| ۲۰۰۹ | Love Me Tender... Or Else    | The Girl              | Short film |
| ۲۰۱۱ | تبدیل‌شوندگان: نیمه تاریک ماه | Carly Spencer         |            |
| ۲۰۱۵ | مکس دیوانه: جاده خشم         | The Splendid Angharad |            |